# 北海道倶知安農業高等学校
北海道倶知安農業高等学校（ほっかいどうくっちゃんのうぎょうこうとうがっこう、英: Hokkaido Kutchan  Agricultural High School）は、北海道虻田郡倶知安町にある公立（道立）の農業高等学校である。

## 沿革
- 1941年 - 開校
- 1948年 - 狩太・真狩・喜茂別・南尻別に分校を設置
- 1951年 - 南尻別分校が北海道蘭越高等学校として独立、喜茂別分校（現在の北海道喜茂別高等学校）を北海道倶知安高等学校に移管
- 1952年 - 狩太・真狩分校がそれぞれ北海道狩太高等学校（現在の北海道ニセコ高等学校）・北海道真狩高等学校として独立

## 主な出身者
- 福原吉春（アルペンスキー日本代表）